# Massacro di Sabra e Shatila
Il massacro di Sabra e Shatila (in arabo  مجزرة صبرا وشاتيلا‎?, majzara Ṣabrā wa-Shātīlā) fu l'eccidio, compiuto dalle Falangi Libanesi, alleate di Israele, e dall’Esercito del Libano del Sud, con la complicità dell'esercito israeliano, di un numero di civili compreso fra 762 e 3 500, prevalentemente palestinesi e sciiti libanesi. La strage avvenne durante il ritiro dell'esercito israeliano, fra le 6 del mattino del 16 e le 8 del mattino del 18 settembre 1982 nel quartiere di Sabra e nel campo profughi di Shatila, entrambi posti alla periferia ovest di Beirut.

## Antefatti
All'inizio di giugno del 1982 gli israeliani iniziarono l'assedio di Beirut e accerchiarono i 15 000 combattenti dell'OLP e dei suoi alleati libanesi e siriani all'interno della città. All'inizio di luglio, il presidente degli USA Ronald Reagan inviò Philip Habib, affiancato da Morris Draper (anch'egli in veste di inviato speciale per il Medio Oriente del presidente Ronald Reagan nel corso della crisi del Libano), con l'incarico di risolvere la crisi. Cominciarono lunghe ed estenuanti trattative rese assai difficili dal fatto che gli israeliani e gli statunitensi non vollero discutere direttamente con i palestinesi, e i palestinesi asserragliati nella città non vollero abbandonarla perché temevano ritorsioni dei soldati israeliani e dei loro alleati delle Falangi Libanesi.
Habib ottenne faticosamente dal Primo ministro israeliano Begin l'assicurazione che i suoi soldati non sarebbero entrati a Beirut Ovest e non avrebbero attaccato i palestinesi nei campi profughi; ottenne l'assicurazione del neo presidente libanese, Bashir Gemayel (Giumayyil, figlio di Pierre Gemayel, uno dei fondatori delle Falangi), che i falangisti non si sarebbero mossi, e infine ottenne l'assicurazione da parte del ministero della difesa degli USA che ci sarebbe stato un contingente militare USA a garantire gli impegni presi. L'accordo fu firmato il 19 agosto.
Il 20 agosto, alla vigilia dell'imbarco dei primi miliziani palestinesi, che cominciano a evacuare la città, venne pubblicata negli USA la quarta clausola dell'accordo per la partenza dell'OLP, che così recita:
(American Foreign Policy, Current documents, 1982, Dipartimento di Stato, Washington D.C.)
Yasser Arafat, preoccupandosi lo stesso per la sorte dei profughi palestinesi, insistette sull'invio di una forza multinazionale che garantisse l'ordine. La richiesta ufficiale di intervento di una forza multinazionale di interposizione venne consegnata il 19 agosto 1982 dal ministro degli esteri libanese Fu'ad Butros agli ambasciatori di Stati Uniti, Italia e Francia. 
Il piano, fatto accettare dal mediatore USA Philip Habib ai libanesi, palestinesi e israeliani prevedeva l'intervento di una forza multinazionale di pace formata da 800 soldati statunitensi, 800 francesi e 400 italiani per garantire l'ordine durante il ritiro delle forze dell'OLP da Beirut. Il mandato della forza multinazionale era di un mese, dal 21 agosto al 21 settembre, e avrebbe potuto essere rinnovato su richiesta dei libanesi in caso di necessità.
Tutti i combattenti palestinesi sarebbero dovuti partire entro il 4 settembre, e in seguito la forza multinazionale avrebbe collaborato con l'esercito libanese per portare una sicurezza durevole in tutta la zona delle operazioni. Il 21 agosto arrivò a Beirut il primo contingente internazionale mandato dai francesi e nel giro dei due giorni successivi anche i soldati italiani e americani presero posizione nella città. A questo punto, Arafat acconsentì ad abbandonare Beirut insieme con i suoi 15 000 guerriglieri.

## La situazione precipita
Il primo giorno di settembre, l'evacuazione dell'OLP dal Libano fu dichiarata terminata. Due giorni dopo, le armate israeliane avanzarono e circondarono i campi profughi palestinesi, venendo meno al patto siglato con gli eserciti cosiddetti "supervisori", che però non fecero nulla per fermarle. Caspar Weinberger, segretario alla difesa americana, ordinò ai marines di abbandonare Beirut il 3 settembre.
Esattamente lo stesso giorno le milizie cristiano-falangiste, alleate degli israeliani, presero posizione nel quartiere di Bir Hassan, ai margini dei campi profughi palestinesi di Sabra e Shatila. La partenza degli statunitensi comportò automaticamente quella dei francesi e degli italiani. Il 10 settembre, gli ultimi soldati partirono da Beirut, undici giorni prima di quanto sarebbe dovuto accadere. Il giorno dopo, l'allora ministro della difesa Ariel Sharon contestò la presenza di 2 000 guerriglieri dell'OLP rimasti in territorio libanese; i palestinesi negarono il fatto.
Il premier israeliano Menachem Begin invitò il neo-presidente Gemayel a Nahariya per fargli firmare un trattato di pace con Israele, anche se alcune fonti sostengono che Begin chiese a Gemayel di permettere la presenza delle milizie filo-israeliane nel Sud Libano con a capo Sa'd Haddad, capo dell'Esercito del Libano del Sud; a Gemayel fu anche chiesto di dare la caccia ai 2 000 guerriglieri palestinesi, la cui presenza era stata denunciata prima da Sharon. Gemayel, anche a causa dei crescenti rapporti di alleanza con la Siria, rifiutò e non firmò il trattato.

### L'attentato a Gemayel
Il 14 settembre 1982, il presidente Bashir Gemayel fu ucciso in un attentato al quartier generale della Falange nella zona cristiana di Beirut, insieme con altri 26 dirigenti falangisti.  
Il giorno seguente le truppe israeliane invasero Beirut Ovest. Con quest'azione, Israele ruppe l'accordo con gli USA che prevedeva il divieto di entrare in Beirut Ovest, gli accordi di pace con le forze musulmane intervenute a Beirut e quelli con la Siria. Nei giorni successivi il premier Begin definì l'azione come una contromisura per "proteggere i rifugiati palestinesi da eventuali ritorsioni da parte dei gruppi cristiani", mentre pochi giorni dopo Sharon affermò al parlamento che "l'attacco aveva lo scopo di distruggere l'infrastruttura stabilita in Libano dai terroristi".

## Il massacro
In cerca di vendetta per l'assassinio di Bashir Gemayel e coordinandosi con le forze israeliane dislocate a Beirut Ovest, le milizie cristiano-falangiste di Elie Hobeika e quelle filo-israeliane di Sa'd Haddad alle 18:00 circa del 16 settembre 1982, entrarono nei campi profughi di Sabra e Shatila. Il giorno prima l'esercito israeliano aveva chiuso ermeticamente i campi profughi e scelto alcuni  posti di osservazione sui tetti degli edifici vicini. Le milizie cristiane lasciarono i campi profughi solo due giorni dopo, il 18 settembre. Il numero esatto dei morti non è ancora chiaro. Il procuratore capo dell'esercito libanese in un'indagine condotta sul massacro, parlò di 460 morti, la stima dei servizi segreti israeliani parlava, invece, di circa 700-800 morti. Secondo il cronista Robert Fisk il massacro degli arrestati rinchiusi nello stadio Citè Sportive continuò anche nei giorni successivi, occultato nelle fosse comuni.
David Lamb scrive sul quotidiano Los Angeles Times del 23 settembre 1982:
Elaine Carey scrive sul quotidiano Daily Mail del 20 settembre 1982:
Loren Jankins scrive sul quotidiano Washington Post del 20 settembre 1982:
Testimonianza di Ellen Siegel, cittadina ebrea americana, infermiera volontaria:
Il 20 settembre 1982, tra i primi giornalisti accorsi sul luogo degli eventi vi fu Pierre-Pascal Rossi, giornalista dell'emittente RTS (Svizzera). Prima di mostrare alcune immagini riprese a pochi giorni dal massacro, introduce con queste parole il suo servizio :

## Condanne del massacro
Il 16 dicembre 1982, l'Assemblea generale delle Nazioni Unite condannò il massacro, definendolo "un atto di genocidio" (risoluzione 37/123, sezione D). La definizione fu approvata con 123 voti favorevoli, 22 astenuti e nessun contrario. Tuttavia, in sede di voto, i rappresentanti di Canada e Singapore espressero dubbi sull'utilizzo del termine "genocidio" rispetto al caso in specie.
L'8 febbraio 1983, la Commissione Kahan giunse alla conclusione che i diretti responsabili dei massacri erano state le Falangi Libanesi, sotto la guida di Elie Hobeika. La stessa Commissione ammise anche la "responsabilità indiretta" del primo ministro Menachem Begin (per aver sostanzialmente ignorato quanto stava accadendo e non aver esercitato la dovuta pressione sul ministro della difesa e sul capo di stato maggiore affinché intervenissero a fermare il massacro), del ministro della difesa Ariel Sharon (per aver gravemente sottovalutato le conseguenze di un eventuale intervento falangista all'interno dei campi profughi e per non aver ordinato le adeguate misure per prevenire o ridimensionare il massacro), del capo di stato maggiore Rafael Eitan (per non aver ordinato le adeguate misure per prevenire o ridimensionare il massacro) e di altri ufficiali. La Commissione suggerì inoltre le dimissioni di Sharon, la non riconferma del direttore dei servizi segreti dell'esercito Yehoshua Saguy e la rimozione di tutti gli altri ufficiali.
Nel giugno del 2001, 40 parenti delle vittime del massacro denunciarono Sharon in una corte belga per crimini di guerra. Il caso portò a dure ripercussioni nelle relazioni fra Belgio e Israele e fu fra le ragioni che portò alla revisione della cosiddetta "legge sul genocidio" in senso restrittivo. Il 24 settembre 2003, la Corte di Cassazione del Belgio dichiarò il non luogo a procedere perché nessuno dei ricorrenti aveva la nazionalità belga (condizione richiesta dalla nuova versione della legge).
Elie Hobeika non fu mai processato e lungo gli anni novanta fu più volte deputato e anche ministro in vari governi libanesi, avvicinandosi sempre più alla Siria. Morì il 24 gennaio 2002 in un attentato, dopo essersi dichiarato disponibile a deporre nel processo belga a Sharon e a chiarire le proprie responsabilità nel massacro: "Per 19 anni ho portato il peso di accuse mai dimostrate senza aver l'opportunità di provare la mia innocenza".

## Filmografia
- Valzer con Bashir, regia di Ari Folman (2008)
- L'insulto, regia di Ziad Doueiri (2017)